# Chiesa di Santa Maria Maddalena (Mariupol')
La chiesa di Maria Maddalena era una chiesa situata nella città di Mariupol' in Ucraina sorta nel 1862 ma distrutta in epoca sovietica.

## Storia

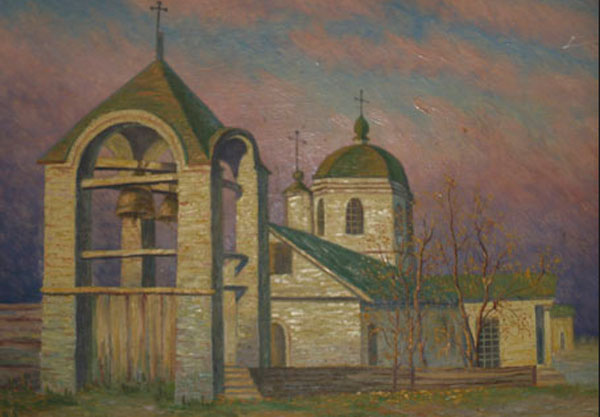
La prima chiesa di Maria Maddalena

Una prima chiesa in legno fu costruita intorno al 1780 dal metropolita Ignazio. Dopo tanti anni, l'edificio in legno cadde in rovina e al suo posto venne edificato la cappella dello zarevič di Russia.
La seconda Chiesa di Maria Maddalena era un edificio in pietra costruito tra il 1888 e il 1897 e consacrat il 16 ottobre 1897 dal vescovo della chiesa ortodossa russa Simeone di Ekaterinoslav e Taganrog (Sergei Ivanovich Pokrovsky; * 24 settembre 1846, Markino - † 20 novembre 1913, Samara) e rettore del seminario teologico della città di Volinia (1890-1893). La seconda chiesa fu distrutta nel 1936.La piazza vuota fu trasformata in un giardino pubblico con una statua di Lenin. Sono rimasti solo i resti della fondamenta. Nel 1960 fu edificato il teatro comunale su progetto degli architetti Krylov e Malyšenko utilizzando il posto dove stava la chiesa di Santa Maria Maddalena. Nel 2018 un frammento delle fondamenta della chiesa distrutta è stato messo sotto una cupola di vetro. Fu eretta anche una copia in bronzo della chiesa distrutta.

## Architettura
L'architetto usava la pianta a croce latina per l'architettura della chiesa. Era una chiesa a croce inscritta con cinque cupole in stile neorusso. La facciata era in stile barocco. La chiesa aveva tre altari: L'altare maggiore era dedicato a Maria Maddalena. L'altare nella parte settentrionale era dedicato a Giovanni Battista. L'altare nella parte meridionale era dedicato a Maria